# Olympische Sommerspiele 2012/Teilnehmer (Ecuador)
| Gelbes Symbol für Goldmedaillen mit stilisierten Olympischen Ringen | Graues Symbol für Silbermedaillen mit stilisierten Olympischen Ringen | Braundes Symbol für Bronzemedaillen mit stilisierten Olympischen Ringen |
| ------------------------------------------------------------------- | --------------------------------------------------------------------- | ----------------------------------------------------------------------- |
| —                                                                   | —                                                                     | —                                                                       |

Ecuador nahm in London an den Olympischen Spielen 2012 teil. Es war die insgesamt 13. Teilnahme an Olympischen Sommerspielen. Es nehmen 36 Athleten in 11 Sportarten teil.

## Teilnehmer nach Sportarten

### Boxen
| Athleten              | Wettbewerb                    | 1. Runde            | 1. Runde | Achtelfinale     | Achtelfinale  | Viertelfinale | Viertelfinale | Halbfinale    | Halbfinale    | Finale        | Finale        | Rang |
| Athleten              | Wettbewerb                    | Gegner              | Ergebnis | Gegner           | Ergebnis      | Gegner        | Ergebnis      | Gegner        | Ergebnis      | Gegner        | Ergebnis      | Rang |
| --------------------- | ----------------------------- | ------------------- | -------- | ---------------- | ------------- | ------------- | ------------- | ------------- | ------------- | ------------- | ------------- | ---- |
| Carlos Quipo          | Halbfliegengewicht bis 49 kg  | Kelvin de la Nieve  | 14:11    | Kaeo Pongprayoon | 6:10          | ausgeschieden | ausgeschieden | ausgeschieden | ausgeschieden | ausgeschieden | ausgeschieden | 9    |
| Anderson Rojas        | Halbweltergewicht bis 64 kg   | Oʻ. Raxmonov        | 10:16    | ausgeschieden    | ausgeschieden | ausgeschieden | ausgeschieden | ausgeschieden | ausgeschieden | ausgeschieden | ausgeschieden | 16   |
| Marlo Delgado         | Mittelgewicht bis 75 kg       | Aleksandar Drenovak | 12:13    | ausgeschieden    | ausgeschieden | ausgeschieden | ausgeschieden | ausgeschieden | ausgeschieden | ausgeschieden | ausgeschieden | 16   |
| Carlos Góngora        | Halbschwergewicht bis 81 kg   | Vatan Huseynli      | 9:8      | Ä. Nijasymbetow  | 5:13          | ausgeschieden | ausgeschieden | ausgeschieden | ausgeschieden | ausgeschieden | ausgeschieden | 9    |
| Julio Castillo Torres | Schwergewicht bis 91 kg       | Sjarhej Karnejeu    | 12:12    | ausgeschieden    | ausgeschieden | ausgeschieden | ausgeschieden | ausgeschieden | ausgeschieden | ausgeschieden | ausgeschieden | 16   |
| Ytalo Perea Castillo  | Superschwergewicht über 91 kg | Roberto Cammarelle  | 10:18    | ausgeschieden    | ausgeschieden | ausgeschieden | ausgeschieden | ausgeschieden | ausgeschieden | ausgeschieden | ausgeschieden | 16   |

### Gewichtheben
| Athleten            | Wettbewerb        | Reißen       | Reißen | Stoßen       | Stoßen | Zweikampf    | Zweikampf | Rang |
| Athleten            | Wettbewerb        | Gewicht (kg) | Rang   | Gewicht (kg) | Rang   | Gewicht (kg) | Rang      | Rang |
| ------------------- | ----------------- | ------------ | ------ | ------------ | ------ | ------------ | --------- | ---- |
| Frauen              |                   |              |        |              |        |              |           |      |
| Alexandra Escobar   | Klasse bis 58 kg  | 103          | 9      | 123          | 9      | 226          | 9         | 9    |
| Rosa Tenorio        | Klasse bis 69 kg  | 95           | 11     | 115          | 11     | 210          | 11        | 11   |
| Oliba Nieve Arroyo  | Klasse über 75 kg | 117          | 8      | 138          | 8      | 255          | 8         | 8    |
| Männer              |                   |              |        |              |        |              |           |      |
| Jorge Arroyo Valdez | Klasse bis 105 kg | 185          | 8      | 200          | 8      | 385          | 8         | 8    |

### Judo
| Athleten         | Wettbewerb       | 1. Runde | 1. Runde | 2. Runde     | 2. Runde | Achtelfinale  | Achtelfinale  | Viertelfinale | Viertelfinale | Hoffnungsrunde Halbfinale | Hoffnungsrunde Halbfinale | Halbfinale    | Halbfinale    | Hoffnungsrunde Finale | Hoffnungsrunde Finale | Finale        | Finale        | Rang |
| Athleten         | Wettbewerb       | Gegner   | Ergebnis | Gegner       | Ergebnis | Gegner        | Ergebnis      | Gegner        | Ergebnis      | Gegner                    | Ergebnis                  | Gegner        | Ergebnis      | Gegner                | Ergebnis              | Gegner        | Ergebnis      | Rang |
| ---------------- | ---------------- | -------- | -------- | ------------ | -------- | ------------- | ------------- | ------------- | ------------- | ------------------------- | ------------------------- | ------------- | ------------- | --------------------- | --------------------- | ------------- | ------------- | ---- |
| Frauen           |                  |          |          |              |          |               |               |               |               |                           |                           |               |               |                       |                       |               |               |      |
| Estefanía García | Klasse bis 63 kg | -        | -        | Urška Žolnir | 0001-100 | ausgeschieden | ausgeschieden | ausgeschieden | ausgeschieden | ausgeschieden             | ausgeschieden             | ausgeschieden | ausgeschieden | ausgeschieden         | ausgeschieden         | ausgeschieden | ausgeschieden | 9    |

### Kanu

#### Kanurennsport
| Athleten        | Wettbewerb | Vorlauf  | Vorlauf | Halbfinale | Halbfinale | Finale   | Finale | Rang |
| Athleten        | Wettbewerb | Zeit     | Rang    | Zeit       | Rang       | Zeit     | Rang   | Rang |
| --------------- | ---------- | -------- | ------- | ---------- | ---------- | -------- | ------ | ---- |
| Männer          |            |          |         |            |            |          |        |      |
| César de Cesare | K-1 200 m  | 36,181 s | 14      | 36,975 s   | 12         | 38,075 s | 12     | 12   |

### Leichtathletik
Laufen und Gehen
| Athleten         | Wettbewerb   | Vorlauf | Vorlauf | Halbfinale    | Halbfinale    | Finale          | Finale          | Rang |
| Athleten         | Wettbewerb   | Zeit    | Rang    | Zeit          | Rang          | Zeit            | Rang            | Rang |
| ---------------- | ------------ | ------- | ------- | ------------- | ------------- | --------------- | --------------- | ---- |
| Frauen           |              |         |         |               |               |                 |                 |      |
| Erika Chavez     | 200 m        | 23,70 s | 42      | ausgeschieden | ausgeschieden | ausgeschieden   | ausgeschieden   | 42   |
| Lucy Jaramillo   | 400 m Hürden | 57,74 s | 33      | ausgeschieden | ausgeschieden | ausgeschieden   | ausgeschieden   | 33   |
| Rosa Chacha      | Marathon     | –       | –       | –             | –             | 2:40:57 h       | 83              | 83   |
| Yadira Guamán    | 20 km Gehen  | –       | –       | –             | –             | 1:34:47 h       | 40              | 40   |
| Paola Pérez      | 20 km Gehen  | –       | –       | –             | –             | 1:37:05 h       | 51              | 51   |
| Männer           |              |         |         |               |               |                 |                 |      |
| Álex Quiñónez    | 200 m        | 20,28 s | 1       | 20,37 s       | 8             | 20,57 s         | 7               | 7    |
| Bayron Piedra    | 10.000 m     | –       | –       | –             | –             | DNF             | DNF             | –    |
| Miguel Almachi   | Marathon     | –       | –       | –             | –             | 2:19:53 h       | 50              | 50   |
| Mauricio Arteaga | 20 km Gehen  | –       | –       | –             | –             | 1:25:51 h       | 44              | 44   |
| Andrés Chocho    | 50 km Gehen  | –       | –       | –             | –             | disqualifiziert | disqualifiziert | –    |
| Xavier Moreno    | 50 km Gehen  | –       | –       | –             | –             | 4:09:23 h       | 47              | 47   |

Springen und Werfen
| Athleten       | Wettbewerb | Qualifikation | Qualifikation | Finale        | Finale        | Rang |
| Athleten       | Wettbewerb | Weite/Höhe    | Rang          | Weite/Höhe    | Rang          | Rang |
| -------------- | ---------- | ------------- | ------------- | ------------- | ------------- | ---- |
| Männer         |            |               |               |               |               |      |
| Adrian Sornoza | Dreisprung | 16,04 m       | 25            | ausgeschieden | ausgeschieden | 25   |
| Diego Ferrín   | Hochsprung | 2,21 m        | 21            | ausgeschieden | ausgeschieden | 21   |

### Radsport

#### Straße
| Athleten    | Wettbewerb    | Zeit               | Rang |
| ----------- | ------------- | ------------------ | ---- |
| Männer      |               |                    |      |
| Byron Guamá | Straßenrennen | über dem Zeitlimit | -    |

#### BMX
| Athleten     | Wettbewerb | Qualifikation | Qualifikation | Viertelfinale | Viertelfinale | Halbfinale    | Halbfinale    | Finale        | Finale        | Rang |
| Athleten     | Wettbewerb | Zeit          | Rang          | Zeit          | Rang          | Zeit          | Rang          | Zeit          | Rang          | Rang |
| ------------ | ---------- | ------------- | ------------- | ------------- | ------------- | ------------- | ------------- | ------------- | ------------- | ---- |
| Männer       |            |               |               |               |               |               |               |               |               |      |
| Emilio Falla | Race       | 39,737        | 24            | 23            | 6             | ausgeschieden | ausgeschieden | ausgeschieden | ausgeschieden | 21   |

### Reiten
| Vielseitigkeit                          |            |                     |                     |                      |                    |      |
| Athleten                                | Wettbewerb | Minuspunkte Dressur | Minuspunkte Gelände | Minuspunkte Springen | Minuspunkte Gesamt | Rang |
| Ronald Zabala-Goetschel mit Master Rose | Einzel     | 53,30               | 36,00               | 7                    | 96,30              | 43   |

### Ringen
| Athleten                         | Wettbewerb       | 1. Runde | 1. Runde | Achtelfinale       | Achtelfinale | Viertelfinale      | Viertelfinale | Halbfinale    | Halbfinale    | Hoffnungsrunde Viertelfinale | Hoffnungsrunde Viertelfinale | Hoffnungsrunde Halbfinale | Hoffnungsrunde Halbfinale | Hoffnungsrunde Finale | Hoffnungsrunde Finale | Finale        | Finale        | Rang |
| Athleten                         | Wettbewerb       | Gegner   | Ergebnis | Gegner             | Ergebnis     | Gegner             | Ergebnis      | Gegner        | Ergebnis      | Gegner                       | Ergebnis                     | Gegner                    | Ergebnis                  | Gegner                | Ergebnis              | Gegner        | Ergebnis      | Rang |
| -------------------------------- | ---------------- | -------- | -------- | ------------------ | ------------ | ------------------ | ------------- | ------------- | ------------- | ---------------------------- | ---------------------------- | ------------------------- | ------------------------- | --------------------- | --------------------- | ------------- | ------------- | ---- |
| Freistil Frauen                  |                  |          |          |                    |              |                    |               |               |               |                              |                              |                           |                           |                       |                       |               |               |      |
| Lissette Antes                   | Klasse bis 55 kg | -        | -        | Olga Butkewitsch   | 3:1          | Jackeline Rentería | 1:3           | ausgeschieden | ausgeschieden | ausgeschieden                | ausgeschieden                | ausgeschieden             | ausgeschieden             | ausgeschieden         | ausgeschieden         | ausgeschieden | ausgeschieden | 9    |
| griechisch-römischer Stil Männer |                  |          |          |                    |              |                    |               |               |               |                              |                              |                           |                           |                       |                       |               |               |      |
| Vicente Huacon                   | Klasse bis 66 kg | -        | -        | Ashraf El-Gharably | 1:3          | ausgeschieden      | ausgeschieden | ausgeschieden | ausgeschieden | ausgeschieden                | ausgeschieden                | ausgeschieden             | ausgeschieden             | ausgeschieden         | ausgeschieden         | ausgeschieden | ausgeschieden | 12   |

### Schießen
| Athleten      | Wettbewerb      | Qualifikation | Qualifikation | Finale        | Finale        | Ringe | Rang |
| Athleten      | Wettbewerb      | Ringe         | Rang          | Ringe         | Rang          | Ringe | Rang |
| ------------- | --------------- | ------------- | ------------- | ------------- | ------------- | ----- | ---- |
| Frauen        |                 |               |               |               |               |       |      |
| Sofia Padilla | Luftgewehr 10 m | 386           | 53            | ausgeschieden | ausgeschieden | 386   | 53   |

### Schwimmen
| Athleten                 | Wettbewerb       | Vorlauf     | Vorlauf | Halbfinale    | Halbfinale    | Finale        | Finale        | Rang |
| Athleten                 | Wettbewerb       | Zeit        | Rang    | Zeit          | Rang          | Zeit          | Rang          | Rang |
| ------------------------ | ---------------- | ----------- | ------- | ------------- | ------------- | ------------- | ------------- | ---- |
| Frauen                   |                  |             |         |               |               |               |               |      |
| Samantha Arévalo Salinas | 800 m Freistil   | 8:49,21 min | 29      | ausgeschieden | ausgeschieden | ausgeschieden | ausgeschieden | 29   |
| Männer                   |                  |             |         |               |               |               |               |      |
| Esteban Enderica Salgado | 400 m Lagen      | 4:24,32 min | 29      | ausgeschieden | ausgeschieden | ausgeschieden | ausgeschieden | 29   |
| Iván Enderica Ochoa      | 10 km Freiwasser | –           | –       | –             | –             | 1:52:28,6 h   | 21            | 21   |

### Triathlon
| Athleten                | Wettbewerb | Zeit      | Rang |
| ----------------------- | ---------- | --------- | ---- |
| Frauen                  |            |           |      |
| Elizabeth Bravo Iniguez | Einzel     | 2:10:00 h | 49   |